# Alfred Swift
Alfred James Swift –conocido como Jimmy Swift– (Durban, 25 de junio de 1931–Johannesburgo, 13 de abril de 2009) fue un deportista sudafricano que compitió en ciclismo en las modalidades de pista y ruta.
Participó en dos Juegos Olímpicos de Verano, obteniendo en total dos medallas, plata en Helsinki 1952, en la prueba de persecución por equipos (junto con George Estman, Robert Fowler y Thomas Shardelow), y bronce en Melbourne 1956, en el kilómetro contrarreloj.

## Medallero internacional
| Juegos Olímpicos | Juegos Olímpicos       | Juegos Olímpicos  | Juegos Olímpicos        |
| Año              | Lugar                  | Medalla           | Competición             |
| ---------------- | ---------------------- | ----------------- | ----------------------- |
| 1952             | Helsinki ( Finlandia)  | Medalla de plata  | Persecución por equipos |
| 1956             | Melbourne ( Australia) | Medalla de bronce | 1 km contrarreloj       |